# Lucker
Lucker är en ort i civil parish Adderstone with Lucker, i grevskapet Northumberland i England. Orten är belägen 17 km från Alnwick. Lucker var en civil parish 1866–1955 när det uppgick i Adderstone with Lucker. Civil parish hade 120 invånare år 1951.